# Municipio de Crystal Plains
El municipio de Crystal Plains (en inglés: Crystal Plains Township) es un municipio ubicado en el condado de Smith en el estado estadounidense de Kansas. En el año 2010 tenía una población de 27 habitantes y una densidad poblacional de 0,29 personas por km².

## Geografía
El municipio de Crystal Plains se encuentra ubicado en las coordenadas 39°41′28″N 98°40′51″O / 39.69111, -98.68083. Según la Oficina del Censo de los Estados Unidos, el municipio tiene una superficie total de 93.03 km², de la cual 92,98 km² corresponden a tierra firme y (0,05 %) 0,05 km² es agua.

## Demografía
Según el censo de 2010, había 27 personas residiendo en el municipio de Crystal Plains. La densidad de población era de 0,29 hab./km². De los 27 habitantes, el municipio de Crystal Plains estaba compuesto por el 88,89 % blancos, el 3,7 % eran afroamericanos y el 7,41 % eran de una mezcla de razas. Del total de la población el 0 % eran hispanos o latinos de cualquier raza.